# Abdoul Ouattara
Abdoul Guemissongui Ouattara (Zoukpangbeu, 22 ottobre 2005) è un calciatore ivoriano, centrocampista dello Strasburgo.

## Carriera
Ouattara è nato in Costa d'Avorio ed all'età di 10 anni si è trasferito in Francia dove ha iniziato a giocare nel Niederschaeffolsheim. Nel 2018 è stato acquistato dallo Strasburgo con cui ha firmato il primo contratto professionistico il 15 giugno 2023. Ha debuttato in prima squadra il 19 ottobre 2024 nell'incontro di Ligue 1 perso 4-2 contro il Paris Saint-Germain ed ha segnato il suo primo gol il 30 novembre successivo contro il Brest.

## Statistiche

### Presenze e reti nei club
Statistiche aggiornate all'8 dicembre 2024.
| Stagione            | Squadra             | Campionato          | Campionato | Campionato | Coppe nazionali | Coppe nazionali | Coppe nazionali | Coppe continentali | Coppe continentali | Coppe continentali | Altre coppe | Altre coppe | Altre coppe | Totale | Totale | Totale |
| Stagione            | Squadra             | Comp                | Pres       | Reti       | Comp            | Pres            | Reti            | Comp               | Pres               | Reti               | Comp        | Pres        | Reti        | Pres   | Reti   |        |
| ------------------- | ------------------- | ------------------- | ---------- | ---------- | --------------- | --------------- | --------------- | ------------------ | ------------------ | ------------------ | ----------- | ----------- | ----------- | ------ | ------ | ------ |
| 2021-2022           | Strasburgo 2        | N2                  | 6          | 0          | -               | -               | -               | -                  | -                  | -                  | -           | -           | -           | 6      | 0      |        |
| 2022-2023           | Strasburgo 2        | N2                  | 3          | 0          | -               | -               | -               | -                  | -                  | -                  | -           | -           | -           | 3      | 0      |        |
| 2023-2024           | Strasburgo 2        | N2                  | 9          | 2          | -               | -               | -               | -                  | -                  | -                  | -           | -           | -           | 9      | 2      |        |
| 2024-2025           | Strasburgo 2        | N2                  | 4          | 1          | -               | -               | -               | -                  | -                  | -                  | -           | -           | -           | 4      | 1      |        |
| Totale Strasburgo 2 | Totale Strasburgo 2 | Totale Strasburgo 2 | 22         | 3          |                 | -               | -               |                    | -                  | -                  |             | -           | -           | 22     | 3      |        |
| 2024-2025           | Strasburgo          | L1                  | 17         | 1          | CF              | 0               | 0               | -                  | -                  | -                  | -           | -           | -           | 17     | 1      |        |
| Totale carriera     | Totale carriera     | Totale carriera     | 39         | 4          |                 | 0               | 0               |                    | -                  | -                  |             | -           | -           | 39     | 4      |        |